# Скальмежице
Скальмежице (пол. Skalmierzyce, нім. (Alt) Skalmierschütz, 1939-45 Alt Skalden) — село в Польщі, у гміні Нове Скальмежице Островського повіту Великопольського воєводства.
Населення — 2090 осіб (2011).

## Демографія
Демографічна структура станом на 31 березня 2011 року:
|          | Загалом | Допрацездатний вік | Працездатний вік | Постпрацездатний вік |
| -------- | ------- | ------------------ | ---------------- | -------------------- |
| Чоловіки | 1015    | 225                | 694              | 96                   |
| Жінки    | 1075    | 240                | 638              | 197                  |
| Разом    | 2090    | 465                | 1332             | 293                  |